# Giovanna Senesi
Giovanna Senesi (Roma, 17 novembre 1945) è una politica italiana.

## Biografia
Esponente lombarda del Partito Comunista Italiano. Nel 1987 viene eletta al Senato. Dopo la svolta della Bolognina, nel 1991 aderisce al Partito Democratico della Sinistra, con il quale viene rieletta al Senato nel 1992, rimanendo in carica fino al 1994.
Successivamente fa parte del CdA di Milano Serravalle-Milano Tangenziali.